# Martin XB-51

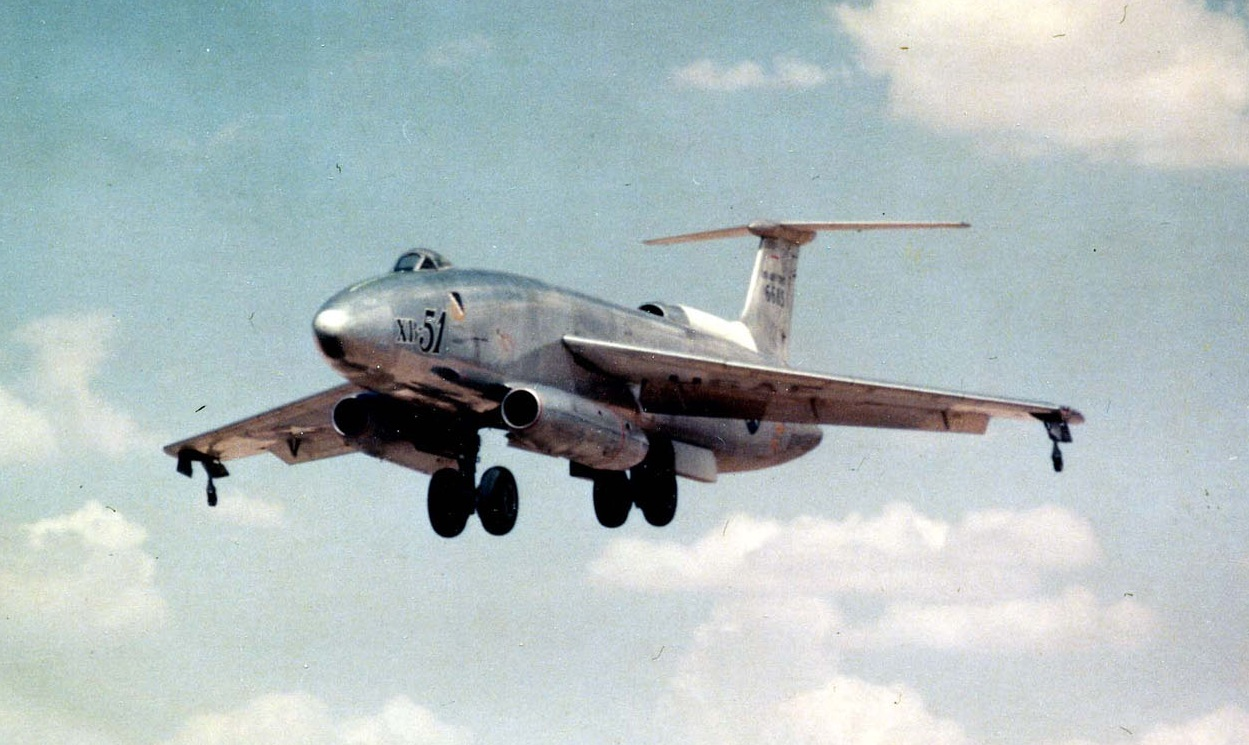
Martin XB-51 bij de landing

De Martin XB-51 was een driemotorige door straalmotoren aangedreven tactische bommenwerper, gebouwd door de Amerikaanse vliegtuigfabriek Glenn L. Martin Co. in de jaren 1940. Er werden slechts twee prototypes van gebouwd. De eerste vlucht gebeurde op 28 oktober 1949 vanop Baltimore.
De XB-51 was ontworpen naar aanleiding van een aanbesteding van de United States Army Air Forces uit 1945 voor een nieuw aanvalsvliegtuig; het kreeg aanvankelijk de type-aanduiding XA-45 maar in het volgende jaar werd de hoofdtaak van het toestel gewijzigd van grondaanval naar bommenwerper en kreeg het de nieuwe aanduiding XB-51.
De XB-51 had een aantal ongewone kenmerken. Twee van de drie straalmotoren waren op korte pylonen aangebracht aan de voorkant van de romp terwijl de derde in de staart van het toestel was gemonteerd, met de luchtinlaat op de rug van de romp. Die configuratie was geïnspireerd op Duits onderzoek dat na de Tweede Wereldoorlog in Amerikaanse handen was gevallen; meer bepaald was de Messerschmitt Me P.1102 ontworpen met dezelfde configuratie. De vleugels hadden een pijlstand van 35° en een negatieve dihedraal van 6°. Stanley H. Evans schreef in Flight dat het toestel in vooraanzicht deed denken aan "a penguin in a zoot-suit". De invalshoek van de vleugels was variabel. Het intrekbaar landingsgestel was van het "fietstype" met tweemaal twee wielen achter elkaar onder de romp, en steunwielen aan de vleugeluiteinden. Bommen waren gemonteerd op een roterend bommenluik, dat 180° gedraaid werd wanneer de bommen moesten gelost worden. Op het bommenluik konden ook 5-inch HVAR-raketten (High Velocity Aerial Rockets) gemonteerd worden. Er konden ook bommen onder de vleugels meegenomen worden. De serietoestellen zouden nog uitgerust worden met 8 20-millimeterkanonnen.
De bemanning bestond uit een piloot en een navigator/operator van het bommenwerpersysteem.
In 1950 zocht de USAF een vervanger voor de nachtbommenwerper van het type Douglas A-26 Invader. Glenn Martin stelde de XB-51 voor maar de USAF koos voor de English Electric Canberra, die wel door Glenn Martin in licentie werd gebouwd als de B-57A. Die werd ook met het roterende bommenluik uitgerust.
Het tweede prototype van de XB-51 verongelukte op 9 mei 1952. Het andere exemplaar bleef in gebruik voor testvluchten en onder de fictieve naam "Gilbert XF-120" verscheen het in de film Toward the Unknown uit 1956, met William Holden in de hoofdrol. Het toestel werd op 25 maart 1956 vernield bij een afgebroken start in El Paso (Texas).